# Bokšić Lug
Bokšić Lug est un village de la municipalité de Đurđenovac (comitat d'Osijek-Baranja) en Croatie. Au recensement de 2011, le village comptait 259 habitants.